# Kaali

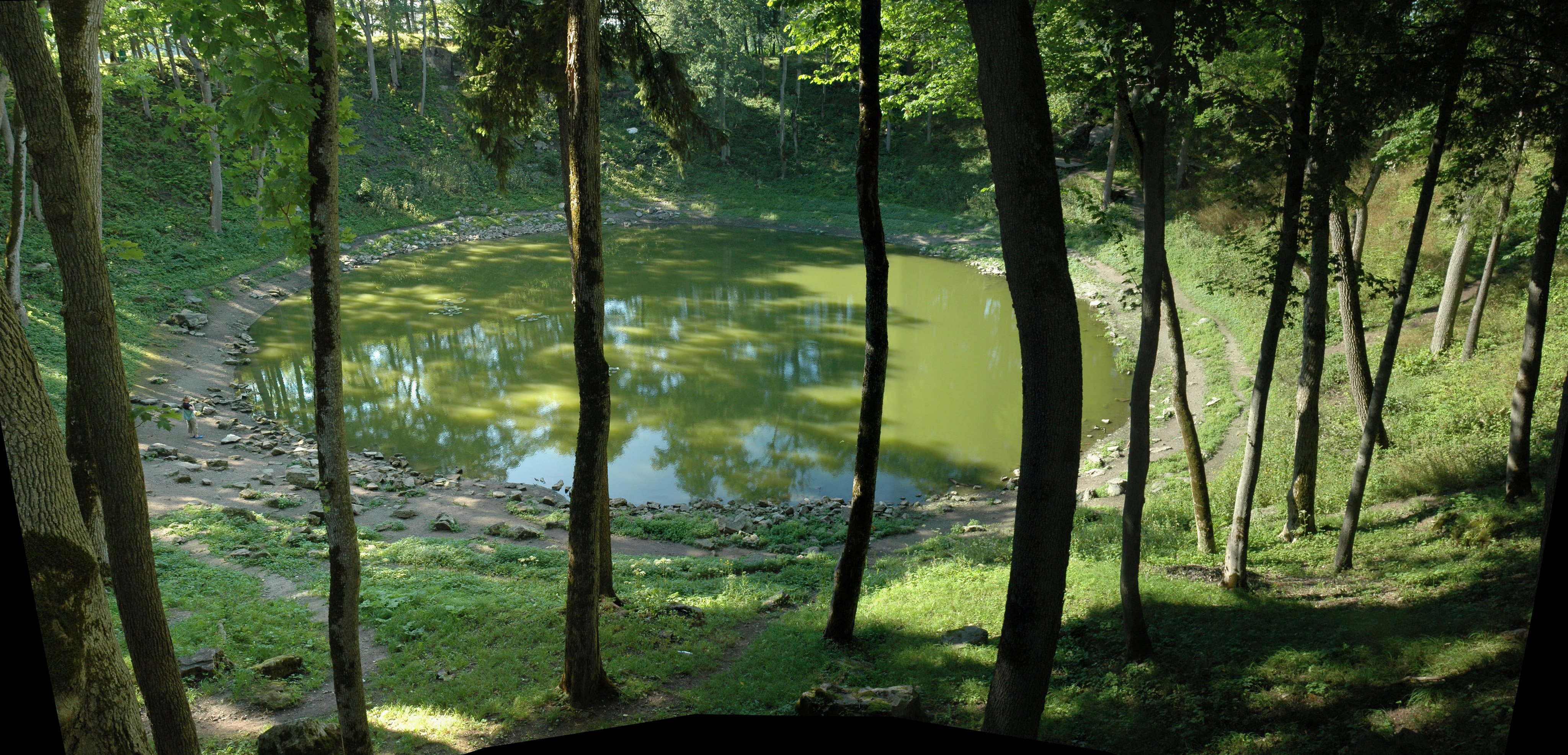
In 2007

Kaali is een groep van negen meteorietenkraters op het eiland Saaremaa, voor de kust van Estland.

## De inslag
Over het moment van inslag van de meteoriet zijn de meningen verdeeld. Volgens Siim Veski et al. (2001), heeft de inslag tussen 800 en 400 voor Christus plaatsgehad, waarbij ze zich baseren op de concentratie van iridium in het gebied rond de kraters, en C14-datering van het veen in de laag waar ze het iridiumrijke materiaal, dat naar hun oordeel uitgeworpen puin was, aantroffen. Anton Raukas et al. schatten in 2005 de ouderdom van de grote krater op 3390±35 jaar (±1385 v.Chr.), gebaseerd op C14-datering van sediment op de bodem van de krater. Zij beargumenteren dat de iridiumrijke laag waarin Veski et al. hun metingen deden, niet gerelateerd was met de inslag maar het gevolg was van natuurlijke geochemische processen die schommelingen in het voorkomen van het metaal tot gevolg hadden.
De meteoriet moet tussen de 5 en 10 kilometer boven land in negen stukken uiteengebroken zijn. De brokstukken moeten bij inslag een geschatte snelheid van 10-20 kilometer per seconde gehad hebben en een massa van 20 tot 50 ton. Het grootste brokstuk had waarschijnlijk een diameter van minder dan 3 meter. Er is berekend dat de energie die vrijkwam gelijk was aan 80 Terajoule (omgerekend 20 kiloton TNT, vergelijkbaar met de atoombom op Hiroshima). Rondom de inslagplekken verbrandde in een straal van zes kilometer al het bos.
De inslag van het grootste brok vormde de grote krater. Deze heeft een diameter van 110 meter. Er heeft zich op de bodem ervan een meer gevormd: het Kaali järv. Het waterpeil van dit meer schommelt. De diameter van de andere kraters varieert van 12 tot 40 meter, de diepte varieert van een tot vier meter. Alle kleine kraters liggen binnen een kilometer van de grote krater.

## Mythologie
Vermoedelijk heeft de krater een grote rol gespeeld in de mythologie en religie van het gebied. Het meer stond bekend als een heilig meer; archeologische vondsten duiden erop dat de kraters eeuwenlang een plaats voor heilige offers zijn geweest. Het meer was tijdens de vroege ijzertijd omringd door een muur. De muur had een lengte van 470 meter, een breedte van 2,5 meter en was twee meter hoog.
De Finse mythologie kent verhalen over de gebeurtenissen, onder andere in de verzen 47, 48 en 49 van de Kalevala: Louhi, de boze tovenaar steelt de zon en het vuur van de mensen, waardoor totale duisternis ontstaat. Ukko, de god van de hemel, verordent dat er een nieuwe zon moet worden gemaakt uit een vonk. De maagd van de lucht begint met haar werk, maar de vonk valt uit de lucht en raakt de grond. Finse helden zien de vuurbal "achter de Neva", (Estland gezien vanuit Karelië), gaan ernaartoe en slagen erin om vlammen mee te nemen, waardoor er sindsdien weer vuur is.
Volgens een theorie, voor het eerst geopperd door Lennart Meri, was Saaremaa het legendarische eiland Thule, dat voor het eerst genoemd werd door de Griekse reiziger Pytheas. De naam Thule wordt dan verbonden met het Oostzeefinse woord *tule-, dat 'vuur' betekent. Ook komen in de Estse folklore beelden van de geboorte van een krater voor. Kaali werd gezien als een plek waar de zon ging slapen.